# Гасанов, Малик (боксёр)
Малик Гасанов (азерб. Malik Həsənov; род. 30 апреля 1998) — азербайджанский боксёр, выступающий в первой полусредней весовой категории (до 63,5 кг). Бронзовый призёр чемпионата Европы 2024.

## Карьера
Член национальной сборной Азербайджана (2020-х годов).
Серебряный призёр Кубка Европы 2023 года.
Участник III Европейских игр и чемпионата мира 2023 года (в весовой категории до 63,5 кг).
В мае 2024 года на II Мировом олимпийском квалификационном турнире в Бангкоке вышел в полуфинал, благодаря чему завоевал лицензию на летние Олимпийские игры 2024 в Париже.
В феврале 2025 года в составе сборной Азербайджана выступит на турнире «Странджа» (София, Болгария).

## Спортивные достижения
- Чемпионат Азербайджана среди юношей 2012 — [7]
- Международный турнир в Кельце 2022 — [8]
- Кубок Европы 2023 — [9]
- Чемпионат Азербайджана 2023 — [10]
- Международный турнир «Великий шёлковый путь» 2024 — [11]
- Чемпионат Европы 2024 — [12]
- Чемпионат Азербайджана 2024 — [13]